# Casey Parker
Casey Parker, född 20 maj 1986 i Panama City, Panama är en porrskådespelare och modell. Hennes egentliga namn är Tereza Ann Harp.

## Biografi
Parker växte upp runt Panamakanalzonen, där hon ägnade sig åt att modellera och surfa på stränderna i Panama. Hon blev snabbt en av de mest attraktiva kvinnor i Latinamerikansk showbusiness, och kom trea i skönhetstävlingen Miss Reef 2002. 

### Porrbranschen (2006–2009)
Casey Parker började inom porrindustrin 2006. Hon kom ursprungligen in i verksamheten för att utforska sin sexualitet, samt att hon hade ekonomiska problem när hon flyttade till USA.
Hennes första pornografiska film blev med filmbolaget Shane's World Studios, med vilka hon skrev ett exklusivt kontrakt.  Enligt hennes officiella biografi skrev hon ett kontrakt på två år. Hennes första film med bolaget var Casey Parker, The Girl Next Door som släpptes i september 2006.

#### 2007
I maj 2007 medverkade hon i The Tyra Banks Show, tillsammans med supermodellen Tyra Banks i ett avsnitt om pornografi vid universitetet, något som hennes filmbolag har som specialitet. I juni 2007 började hon arbeta som webbkameratjej hos Flirt 4 Free och vid samma tid började CalExotics Toy Company sälja lösvaginor formade efter hennes vagina.
Hon har varit på omslaget av flera tidningar som Hustler, Finally Legal och Barely Legal.

#### 2009
Från och med januari 2009 avslutade Casey Parker och företaget Shane's World sitt samarbete. Hon fortsatte istället som erotisk dansare i USA.

### Pensionering från porrbranschen
I en intervju i maj 2010 berättade Parker för den italienska tidningen La Voce del Popolo att hon slutat att spela in vuxenfilmer, eftersom hon återupptagit sina högskolestudier för att bli läkare. Redan i slutet på 2009 pensionerade hon sig från branschen. 
Casey Parker säger att hon började att spela in pornografiska filmer för att "utforska min sexualitet, vilket jag gjorde. Jag har haft mycket roligt med det här, men det är dags att gå tillbaka till verkligheten." 